# Poretti
A Poretti egy ismert olasz sörmárka. Nevét alapítójáról, Angelo Porettiről kapta.

## Története
Az 1829-ben Vedano Olonában született Angelo Poretti fiatalon külföldre vándorolt, és Ausztriában, Bajorországban és Csehországban dolgozott, eközben pedig megismerkedett a sörfőzéssel is. Amikor hazatért Olaszországba, azon belül is Induno Olonába, magával hozta kint „szerzett” feleségét, Franziska Peterzilkát, valamint egy pilzeni sörfőzőmestert, Emanuel Angert, akinek segítségével 1876-ban saját sörgyárat alapított. Megvásárolt egy 25 000 m²-es területet, és az akkorra már bezárt Dones keményítőgyárat alakította át sörfőzdévé. Eleinte a berendezést, a dolgozókat és az alapanyagokat (a víz kivételével) is külföldről hozatta, a komlót például Csehországból. A vizet a gyárhoz közeli, úgynevezett Betegek kútja nevű forrásból szerezte, amelynek olyan jó vize volt, hogy híre még Milánóba is eljutott.
1877. december 26-án készült el a főzdében Olaszország első pilzeni típusú söre. Az új terméket értékesíteni kezdték, népszerűsége egyre növekedett. 1884-ben az alapító Poretti a Comitato Permanente dell’Associazione dei Birrai (A Sörfőzők Szövetségének állandó bizottsága) elnöke is lett, majd 1901-ben bekövetkezett halála után unokái (Angelo és Tranquillo Magnani, Francesco Bianchi és Edoardo Chiesa) a német Jugendstil építészeti stílust alkalmazva 1905 és 1912 között bővítették és átépítették a gyárat, amely azóta is viseli ezt a jellegzetes kinézetet. 1922-ben a Poretti úgynevezett anonim társaság típusú vállalattá alakult, hogy még több tőkét tudjon magához vonzani az újabb bővítés érdekében. Az 1929-es gazdasági világválságtól kezdve azonban a gyár hanyatlani kezdett, és 1939-re a bezárás szélére került.
1939-ben azonban a chiavennai Spluga főzde tulajdonosa, a Bassetti család felvásárolta, és ezzel megmentette a Porettit is. A termelés rögtön a második világháború után újraindult, majd a termékek skálája 1950-ben kibővült a Splugától megörökölt Splügen nevű márkával is. A termelés hamarosan évi 500 000 hektoliterre emelkedett, ekkor összesen mintegy 200 munkás dolgozott a gyárban. 1973-ban megvásárolták a ceccanói Henmed sörgyárat is, ám az olajválság miatt emelkedő árak ismét a csőd szélére sodorták a gyárat. 1975-ben a Bassettik aláírtak egy szerződést a dán United Breweries Copenhagennel (a későbbi Carlsberggel), hogy az itteni gyárban fog zajlani a Tuborg és a Carlsberg sörök olasz gyártása, majd 1982-ben a gyár részvényeinek 50%-át is megvásárolta a Carlsberg. 1998-ban újabb 25%-ot vásárolt meg a külföldi cég, egyúttal a gyár nevét is Carlsberg Italiára változtatták, végül 2002-ben az utolsó 25% is a multinacionális vállalat kezébe került.

## Típusai
A Poretti többféle sört is gyárt, amelyeket meg is számoznak aszerint, hogy hányféle komlót használtak fel készítésükhöz:
| Név                          | Domináns komlófajta | Alkohol |
| ---------------------------- | ------------------- | ------- |
| 3 Luppoli                    | Zeus                | 4,8%    |
| 4 Luppoli Originale          | Columbus            | 5,5%    |
| 5 Luppoli Bock Chiara        | Saaz                | 6,5%    |
| 6 Luppoli Bock Rossa         | Saaz                | 7,0%    |
| 7 Luppoli L’Ambrata          | Saaz                | 7,0%    |
| 7 Luppoli La Fiorita         | Mounthood           | 5,3%    |
| 7 Luppoli L’Estiva           | Golding             | 5,6%    |
| 7 Luppoli La Mielizia        | East Kent Golding   | 6,3%    |
| 8 Luppoli Saison Chiara      | Strisselspalt       | 6,0%    |
| 9 Luppoli India Pale Ale     | Cascade             | 5,9%    |
| 9 Luppoli Porter             | Styrian Golding     | 5,5%    |
| 9 Luppoli Witbier            | Sorachi Ace         | 5,2%    |
| 10 Luppoli Le Bollicine      | –                   | 6,0%    |
| 10 Luppoli Le Bollicine Rosé | –                   | 6,0%    |
| Angelo Pale Ale              | –                   | 6,5%    |
| Angelo Brown Ale             | –                   | 6,5%    |
| Angelo Blanche               | –                   | 6,0%    |